# 후지이 유타
후지이 유타(일본어: 藤井 悠太, 1991년 5월 25일 ~ )는 일본의 전 축구 선수이다.

## 구단 경력
그는 2014년부터 2022년까지 J리그의 오미야 아르디자, 요코하마 FC, 아비스파 후쿠오카, 더스파구사쓰 군마에서 활동하였다.